# Marian Velicu
Marian Velicu (n. 4 iulie 1977, Comana, România – d. 10 iulie 2024) a fost un boxer român, care a câștigat medalia de bronz la categoria semimuscă (în engleză, Men's Light Flyweight – 48 kg) la Campionatele europene de box amator din 2000, care au avut loc în Tampere, Finlanda. În 2001, Velicu a câștigat medalia de argint la aceeași categorie de semimuscă la Campionatele mondiale de box amator din 2001, care au avut loc în Belfast, Irlanda.
Velicu a reprezentat România la Olimpiada de vară din anul 2000 (vedeți Box la Jocurile Olimpice de vară din 2000) din Sydney, Australia. Acolo, Velicu a fost învins în turul doi al categoriei semimuscă de viitorul medaliat cu bronz al Jocurilor, cubanezul Maikro Romero.